# Abramo Barosso
Abramo Barosso (ur. 28 kwietnia 1931 w Turynie, zm. 11 stycznia 2013 w Genui) – włoski autor komiksów, z wykształcenia inżynier.

## Życiorys
Jeden z bardziej płodnych autorów włoskich komiksów disneyowskich, przede wszystkim w latach 1960–1980. Zadebiutował w listopadzie 1961 w tygodniku Topolino (pol. Myszka Miki) historią Paperino al gran premio di Paperopoli (pl. Kaczor Donald na Grand Prix Kaczogrodu). Z biegiem czasu przekazał schedę twórczą własnemu bratu Gian Paolo Barosso, który okazał się być jeszcze lepszym od Abramo, jak wynikało z opinii lektorów.
Obaj bracia wpisali się w historię tzw. włoskiej szkoły komiksu, do której zalicza się również Guido Martina, Rodolfo Cimino, Carlo Chendi i Gian Giacomo Dalmasso. To im zawdzięcza publiczność włoska zaszczepienie na grunt rodzimy opowieści o stworzonych przez Disneya postaciach.
Po zaprzestaniu współpracy z Disneyem Abramo Barosso stworzył jeszcze wiele innych komiksowych opowieści, następnie zajął się grafiką komputerową. Kres komiksowej twórczości Barosso przypadł na lata osiemdziesiąte minionego stulecia.
Komiksy Abramo Barosso były m.in. tłumaczone na języki: francuski, fiński, niemiecki, duński, szwedzki, norweski oraz portugalski.

## Jego komiksy wydane w Polsce[2]
- Na skrzydłach słońca
- Zaćmnienie szczęścia
- Jak ugryźć jedenaście milionów
- Złodzieje choinek
- Poszukiwany, poszukiwana
- Przegapiony podwieczorek
- Podejrzana zamiana miejsc
- Komu lody, komu?
- Święta z sąsiadem
- Pieśń o Donaldzie